# John Lemprière
John Lemprière   (Jersey, c. 1765 - Londres, 1 de febrer de 1824) va ser un erudit clàssic anglès, lexicògraf, teòleg, professor i director. Era fill de Charles Lemprière (mort el 1801).

## Biografia
Va rebre els seus primers estudis al Winchester College, on el seu pare el va enviar el 1779, i des del 1785 al Pembroke College, probablement per consell de Richard Valpy, llicenciat-se el 1790. Lemprière pot haver estat influenciat pel lexicògraf Dr Samuel Johnson. Poc més de trenta anys després, cap al 1786, Lemprière va començar a treballar en el seu propi diccionari clàssic.

## Publicacions
- "Bibliotheca Classica" o "Classical Dictionary containing a full Account of all the Proper Names mentioned in Ancient Authors", (lectura,1788)
- "Sermon preché dans le Temple de la Paroisse de St. Helier, à Jersey, le deuxième d'Août." (1789)
- "Herodotus" (traducció del primer llibre), (1792)
- "Universal Biography of Eminent Persons in all Ages and Countries", (Londres, 1808)